# Pilar López Álvarez
Pilar López Álvarez (Astorga, 1970) es una ejecutiva directiva y consejera española. Fue presidenta de Microsoft Ibérica desde 2015hasta 2021, y desde entonces es vicepresidenta de Microsoft Western Europe. Es directora no ejecutiva del grupo de materiales de construcción Wolseley y miembro del Consejo de Administración de Inditex desde 2018.

## Biografía
Nacida en Astorga (León), su familia procede de La Cepeda. Inició sus estudios en el Colegio Paula Montal y en el Instituto de Astorga y en 1993 se licenció en ADE (especialidad en Finanzas) por la Universidad Pontificia Comillas ICAI-ICADE. Inició su trayectoria profesional en el sector de la banca, en JP Morgan Chase en Madrid, Londres y Nueva York, entre 1993 y 1999. En este último se incorporó a la plantilla de Telefónica, donde lideró el Control de Gestión de Telefónica Móviles y posteriormente, desde 2006, fue Directora de Estrategia y Desarrollo de Negocio de Telefónica España.
Tras la compra de O2 por Telefónica, fue nombrada directora financiera de Telefónica Europa, primero en Londres (2007) y luego en Madrid (2011); en esa etapa tuvo al cargo las empresas filiales de Reino Unido, Irlanda, Alemania, República Checa y Eslovaquia, y formó parte del consejo de administración de Czech Republic AS, Deutschland Holding AG y Tuenti Technologies.
Es también consejera independiente y posteriormente directora no ejecutiva del grupo de materiales de construcción Wolseley. Hasta 2016 fue presidenta del Foro de la Contratación Socialmente Responsable (Foro CON R), creado en 2010.
En junio de 2015 fue nombrada presidenta de Microsoft Ibérica, filial de la multinacional americana. En junio de 2018 se incorporó al consejo de administración de Inditex. En 2021 fue nombrada vicepresidenta de Microsoft Western Europe, siendo responsable de las Ventas, Marketing y Operaciones de las catorce filiales que componen la región.

## Premios y reconocimientos
- Premio Augusta a la Mujer Embajadora de Astorga, otorgado por el Ayuntamiento de Astorga (2016).[11]
- Leonesa del año, otorgado por Radio León (2017).[12]
- Premio Liderazgo Mujer Directiva (2019), dentro de la XXVIII edición de los Premios Federación de Mujeres Directivas, Ejecutivas, Profesionales y Empresarias (FEDEPE).[13]